# Mario Sicca
Mario Sicca   (Nàpols, 12 de setembre de 1930 - 20 de novembre de 2023) va ser un guitarrista italià; va ser professor universitari de guitarra clàssica.
Sicca va començar els seus estudis musicals a Nàpols, que va continuar a Milà. Va estudiar amb Karl Scheit a l'Acadèmia de Música de Viena i va aprovar l'examen d'accés al concert amb distinció.
Juntament amb la pianista i clavecinista Rita-Maria Fleres, va actuar en el "Duo Italiano", conegut sobretot com a intèrpret de música barroca i rococó i va gravar diversos discos. El 1965 va rebre una crida a l'Acadèmia de Música de Basilea per treballar com a professor universitari a la Universitat Estatal de Música de Karlsruhe a partir de 1968. El 1981 es va traslladar a la Universitat de Música i Arts Escèniques de Stuttgart com a professor de guitarra clàssica. Entre els seus alumnes hi ha Andreas Martin, Michael Rodach, İhsan Turnagöl i Irina Kircher.

## Escrits
- Mario Sicca: Vibrato com a enriquiment natural del so. A: Nova giulianiad. 1, 2, 1984, ISSN 0254-9565, p. 86 ss.
- Mario Sicca: El llarg camí cap a la llibertat. Un autoretrat musical en forma de curs. A: Guitar & Lute Volum 8, 1986, Número 5, pàgs. 32–38.
- com a editor amb Rita Maria Fleres: Rudolf Straube, Tre Sonata per chitarra, clavicembalo e violoncello. Zerboni, Milà.